# Oscar II-land
Oscar II-land is een schiereiland op het eiland Spitsbergen, dat deel uitmaakt van de Noorse eilandengroep Spitsbergen.
Het schiereiland wordt aan de noordzijde begrensd door fjord Kongsfjorden, aan de noordoostzijde door de gletsjers Kongsvegen en Sveabreen, aan de oostzijde door fjord Nordfjorden, in het zuiden door Isfjorden en in het westen door de Forlandsundet. Ten noorden van Oscar II-land ligt het Haakon VII-land, ten noordoosten aan overzijde fjord James I-land, ten oosten Dicksonland, ten zuidoosten aan overzijde fjord Nordenskiöldland en ten westen aan overzijde zeestraat het eiland Prins Karls Forland.
Het zuidelijk en zuidoostelijk deel liggen in Nationaal park Nordre Isfjorden.
Het schiereiland is vernoemd naar Oscar II van Zweden.